# (10582) Harumi
(10582) Harumi (1995 TG) – planetoida z pasa głównego asteroid okrążająca Słońce w ciągu 5,46 lat w średniej odległości 3,1 j.a. Odkryta 3 października 1995 roku.